# Grotte Huchard
Die Grotte Huchard ([ɡʁɔt yʃaʁ]), (deutsch Huchard-Höhle), auch Grotte n°1 du Ranc Pointu (Ranc-Pointu-Höhle Nr. 1) oder Grotte du Squelette (Skeletthöhle) ist eine horizontale Karsthöhle und archäologische Fundstätte in der Nähe der südfranzösischen Kleinstadt Saint-Martin-d’Ardèche im Département Ardèche.
In ihr traten einige wenige archäologische Funde aus dem Magdalénien und Solutréen zutage. Die im Halbschatten angebrachten jungpaläolithischen Felsritzungen werden der Frankokantabrischen Höhlenkunst zugerechnet.

## Geographische Lage und Topographie
Die Grotte Huchard befindet sich am linken Ufer der Ardèche, an der letzten Flussschleife vor dem Ausgang der Gorges de l’Ardèche. Ihr 5 m breites und 4 m hohes, nach Westen gerichtetes Portal liegt im Fuß einer Felswand, rund 30 m über dem heutigen Flussniveau.
Der 15 m lange Höhlengang hat eine Breite zwischen 4 m und 9 m. In etwa 6 m Tiefe ist er zum großen Teil mit einer Trockenmauer abgeriegelt. Links und rechts kragen jeweils 2 Apsiden aus. Wie viele weitere Höhlen der Gegend, diente auch die Grotte Huchard früher als Ziegenbehausung. Die ältesten Nachweise dort reichen rund 5.000 Jahre in die Jungsteinzeit zurück.

## Forschung

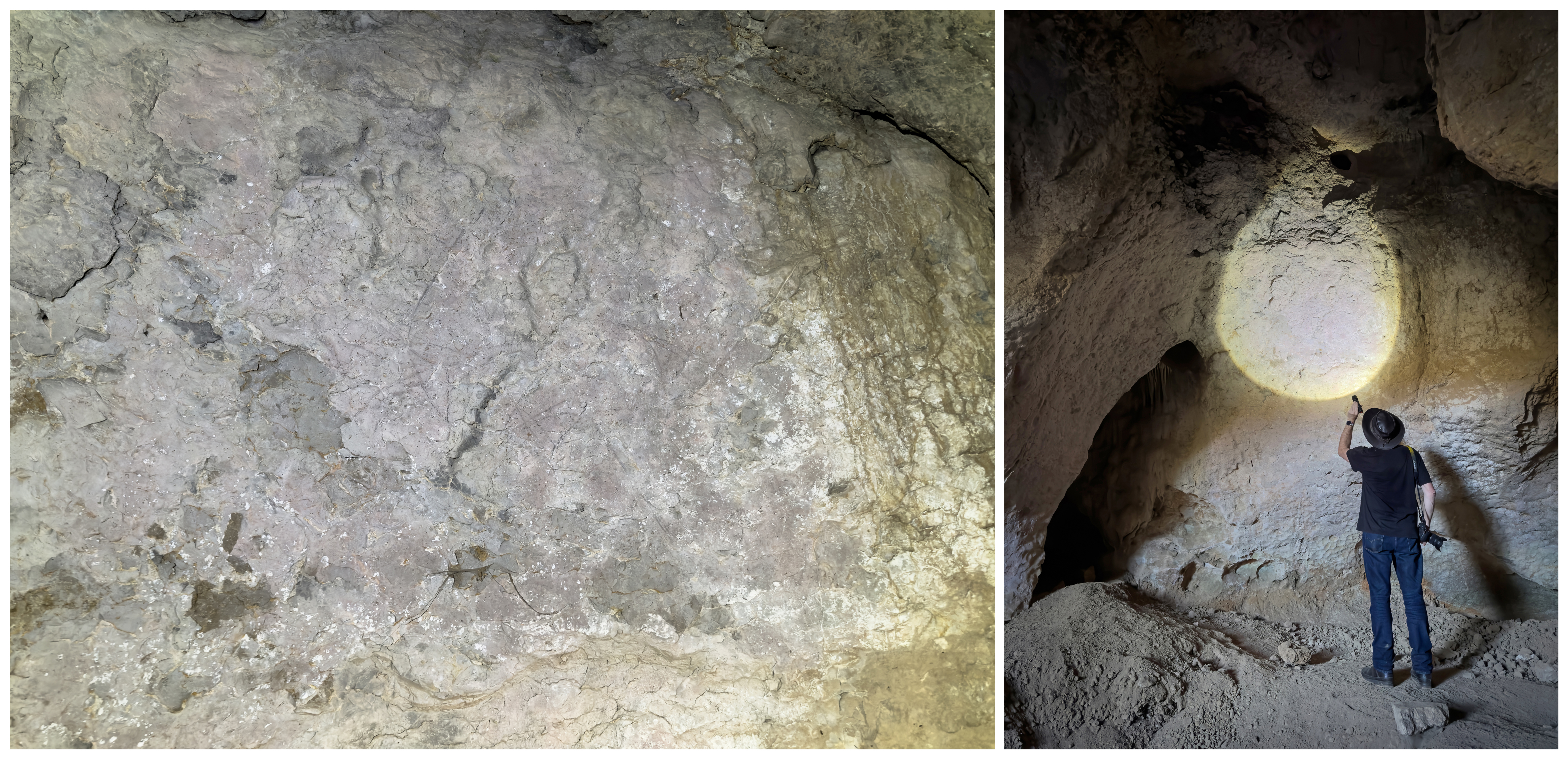
Die jungpaläolithischen Gravierungen an der hinteren Höhlenwand

Entdeckt wurde die Höhle von dem Lehrer Léopold Chiron (1845–1916), der die jungpaläolithischen Gravierungen an der hinteren Höhlenwand nicht bemerkte. Im Jahr 1908 berichtete der Prähistoriker Paul Raymond (1859–1944) in einer kurzen Notiz sinngemäß von „... einer neuen gravierten Höhle ... mit wenigen gravierten Strichen, offensichtliche ohne Bedeutung.“ Die Höhle geriet in Vergessenheit und wurde in den 1940er Jahren von dem Landwirt Pierre Huchard wiederentdeckt und den Behörden gemeldet. Huchard war später auch an der Ausgrabung der wenige hundert Meter entfernten Grotte du Figuier beteiligt.
Beim Einebnen des Untergrunds für die Verwendung als Ziegenstall und durch zahlreiche Ausgrabungen seit Ende des 19. Jahrhunderts wurden große Mengen der Höhlenfüllung ausgeräumt. Heute stehen nur noch wenige Steinartefakte aus der Grotte Huchard für Auswertungen zur Verfügung. Ihre formenkundlichen Eigenschaften machen eine menschliche Begehung der Höhle während des Solutréen und im späten Magdalénien wahrscheinlich.
Im Halbschatten der hinteren Höhlenwand befinden sich auf einer rund 2 m² großen, leicht konkaven Fläche zahlreiche gravierte Linien. Erkennbar sind die Rückenlinien eines Mammuts und eines Bisons. Aus einer Vielzahl weiterer Linien lassen sich keine figürlichen Darstellungen ableiten, sie waren eventuell Teile anderer Bildwerke, die sich auf den angrenzenden und stärker  verwitterten Wänden nicht erhalten haben. Die Ritzungen befinden sich zwischen ca. 2,5 m und 3,5 m Höhe über dem heutigen Höhlenboden. Sie wurden mehrfach von Wissenschaftlern und Künstlern untersucht, z. B. André Glory (1948), Jean Combier (1958), Ludovic Chabredier (1966) und Julien Monney, der 2020 zudem eine Brekzie aus Steinartefakt- und Knochenfragmenten sowie Holzkohlebröseln analysierte, die in einem angrenzenden Divertikel an der Höhlenwand erhalten geblieben war. Es gelang ihm, hieraus das Niveau des jungpaläolithischen Höhlenbodens zu rekonstruieren: Es lag über 1 m höher als heute, die gravierten Flächen waren damals also für durchschnittlich große Personen ohne Hilfsmittel erreichbar.
Seit 2017 ist die Grotte Huchard als Monument historique eingestuft.